# 18e cérémonie des César

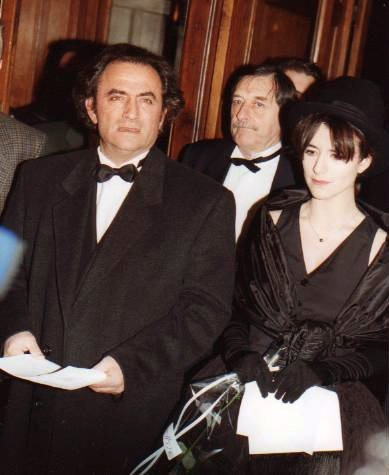
Romane Bohringer — ici en compagnie de son père Richard lors de la cérémonie — remporte le César du meilleur espoir féminin pour Les Nuits fauves.

La 18e cérémonie des César du cinéma — dite aussi Nuit des César — récompensant les films sortis en 1992, s'est déroulée le 8 mars 1993 au théâtre des Champs-Élysées.
Elle fut présidée par Marcello Mastroianni et retransmise sur France 2.

## Faits marquants
Cette cérémonie est marquée par la disparition, quelques jours plus tôt, de Cyril Collard : la soirée lui fut dédiée en tant que réalisateur des Nuits fauves. Ce film, qui jusque-là avait surtout obtenu un succès d'estime, triomphe lors de la cérémonie en obtenant quatre prix importants. Les votes furent clos quelques jours avant sa mort. Ces récompenses permettront au film de connaître un grand succès lors d'une nouvelle sortie en salles.
Indochine, que la presse avait placé en favori pour cette cérémonie, obtient tout de même cinq prix et recevra surtout, quelques semaines plus tard, l'Oscar du meilleur film étranger.
Cette soirée est marquée par la remise d'un César d'honneur à Gérard Oury. Ce dernier rend un hommage appuyé à Louis de Funès (décédé dix ans plus tôt), en remettant ce César à l'épouse de ce dernier.
Une modification du règlement, révélée en janvier 1993, deux mois avant la cérémonie fit polémique. À la demande du président de la Société des réalisateurs de films, Denys Granier-Deferre et du président d'honneur de l'académie des César Robert Enrico, les organisateurs décident de réserver les nominations uniquement aux films en langue française, pour se défendre contre la concurrence américaine et par « identité culturelle ». Seul le trophée pour le film étranger ne sera pas concerné par ces limitations. Précédemment, l'académie pouvait nommer et récompenser les productions françaises. Plusieurs cinéastes protestent, certains démissionnent de l'académie, contestant le délai tardif, mais surtout le fait que des productions françaises anglophones à grand succès (L'Amant, Lunes de fiel, Fatale et 1492 : Christophe Colomb) deviennent donc inéligibles,. En réaction, l'Académie recula, n'appliquant cette interdiction que pour la catégorie du meilleur film,,.

## Présentateurs et intervenants
Liste basée sur la fiche de la cérémonie sur l'Inathèque.
La cérémonie est présentée par Frédéric Mitterrand, Arielle Dombasle et Michel Legrand, ce dernier se charge également de la musique. Christian Defaye commente en voix-off.
- Daniel Toscan du Plantier, président de l'Académie des arts et techniques du cinéma
- Marcello Mastroianni, président de la cérémonie
- Victoria Abril, pour la remise du César du meilleur réalisateur
- Anne Parillaud, pour la remise du César de la meilleure actrice
- Claudia Schiffer et Patrick Bruel, pour la remise du César du meilleur acteur
- Carole Laure, pour la remise du César du meilleur film étranger
- César, pour la remise du César du meilleur espoir féminin
- Catherine Jacob, pour la remise du César du meilleur espoir masculin
- Charlotte de Turckheim, pour la remise du César de la meilleure actrice dans un second rôle
- Zabou, pour la remise du César du meilleur acteur dans un second rôle
- Danièle Thompson, pour la remise de César du meilleur scénario original ou adaptation.
- Marcel Carné, pour la remise du César du meilleur premier film
- Florence Pernel, pour la remise du César du meilleur court métrage
- Élizabeth Bourgine, pour la remise du César du meilleur montage
- Charlotte Valandrey, pour la remise du César du meilleur décor
- Michèle Laroque, pour la remise du César de la meilleure photographie
- Fabienne Babe, pour la remise du César des meilleurs costumes
- Julia Migenes, pour la remise du César de la meilleure musique
- Charlotte Véry, pour la remise du César du meilleur son
- Michèle Morgan, avec une rétrospective de François Chalais, pour la remise du César d'honneur à Jean Marais
- Daniel Toscan du Plantier, pour la remise du César d'honneur à Gérard Oury
- Philippe Léotard et Frédéric Mitterrand, sketch sur la cohabitation à venir[6].
- Pierre Tchernia, dans le cadre du Premier Siècle de cinéma, rend hommage à Émile Reynaud qui inventa le praxinoscope.
- Arielle Dombasle chante avec Michel Legrand My fair lady en hommage à Audrey Hepburn

## Palmarès
Les lauréats sont indiqués en gras.

### César du meilleur film
- Les Nuits fauves de Cyril Collard
  - La Crise de Coline Serreau
  - Indochine de Régis Wargnier
  - L.627 de Bertrand Tavernier
  - Le Petit Prince a dit de Christine Pascal
  - Un cœur en hiver de Claude Sautet

### César du meilleur film étranger
- Talons aiguilles  de Pedro Almodóvar
  - L'Amant de Jean-Jacques Annaud
  - Maris et Femmes de Woody Allen
  - Retour à Howards End de James Ivory
  - The Player de Robert Altman

### César du meilleur acteur
- Claude Rich pour Le Souper
  - Daniel Auteuil pour Un cœur en hiver
  - Richard Berry pour Le petit prince a dit
  - Claude Brasseur pour Le Souper
  - Vincent Lindon pour La Crise

### César de la meilleure actrice
- Catherine Deneuve pour Indochine
  - Anémone pour Le Petit Prince a dit
  - Emmanuelle Béart pour Un cœur en hiver
  - Juliette Binoche pour Fatale
  - Caroline Cellier pour Le Zèbre

### César du meilleur acteur dans un second rôle
- André Dussollier pour Un cœur en hiver
  - Jean Yanne pour Indochine
  - Patrick Timsit pour La Crise
  - Fabrice Luchini pour Le Retour de Casanova
  - Jean-Pierre Marielle pour Max et Jérémie

### César de la meilleure actrice dans un second rôle
- Dominique Blanc pour Indochine
  - Michèle Laroque pour La Crise
  - Maria Pacôme pour La Crise
  - Zabou Breitman pour La Crise
  - Brigitte Catillon pour Un cœur en hiver

### César du meilleur espoir masculin
- Emmanuel Salinger pour La Sentinelle
  - Xavier Beauvois pour Nord
  - Grégoire Colin pour Olivier, Olivier
  - Olivier Martinez pour IP5
  - Julien Rassam pour L'Accompagnatrice

### César du meilleur espoir féminin
- Romane Bohringer pour Les Nuits fauves
  - Isabelle Carré pour Beau fixe
  - Linh Dan Phan pour Indochine
  - Charlotte Kady pour L.627
  - Elsa Zylberstein pour Beau fixe

### César du meilleur réalisateur
- Claude Sautet pour Un cœur en hiver
  - Régis Wargnier pour Indochine
  - Bertrand Tavernier pour L.627
  - Christine Pascal pour Le petit prince a dit
  - Cyril Collard pour Les Nuits fauves

### César de la meilleure première œuvre
- Les Nuits fauves de Cyril Collard
  - Nord de Xavier Beauvois
  - Riens du tout de Cédric Klapisch
  - La Sentinelle d'Arnaud Desplechin
  - Le Zèbre de Jean Poiret

### César du meilleur scénario original ou adaptation
- Coline Serreau pour La Crise
  - Michel Alexandre et Bertrand Tavernier pour L.627
  - Cyril Collard pour Les Nuits fauves
  - Arnaud Desplechin pour La Sentinelle
  - Jacques Fieschi et Claude Sautet pour Un cœur en hiver

### César de la meilleure musique
- Gabriel Yared pour L'Amant
  - René-Marc Bini pour Les Nuits fauves
  - Georges Delerue pour Diên Biên Phu
  - Patrick Doyle pour Indochine

### César de la meilleure photographie
- François Catonné pour Indochine
  - Yves Angelo pour L'Accompagnatrice
  - Yves Angelo pour Un cœur en hiver
  - Robert Fraisse pour L'Amant

### César des meilleurs costumes
- Sylvie de Segonzac pour Le Souper
  - Pierre-Yves Gayraud et Gabriella Pescucci pour Indochine
  - Yvonne Sassinot de Nesle pour L'Amant

### César du meilleur décor
- Jacques Bufnoir pour Indochine
  - François de Lamothe pour Le Souper
  - Hoang Thanh At pour L’Amant

### César du meilleur son
- Dominique Hennequin et Guillaume Sciama pour Indochine
  - Paul Lainé, Gérard Lamps, pour L'Accompagnatrice
  - Pierre Lenoir, Jean-Paul Loublier, pour Un cœur en hiver

### César du meilleur montage
- Lise Beaulieu pour Les Nuits fauves
  - Noëlle Boisson pour L'Amant
  - Geneviève Winding pour Indochine

### César du meilleur court-métrage
- Versailles Rive-Gauche de Bruno Podalydès
  - Hammam de Florence Miailhe
  - Le Balayeur de Serge Elissalde
  - Omnibus de Sam Karmann

### César d'honneur
- Jean Marais, Marcello Mastroianni, Gérard Oury.

### Hommage
- Audrey Hepburn, Arletty, Marlène Dietrich